# Anguisia
Anguisia is een geslacht van mosdiertjes uit de familie van de Oncousoeciidae en de orde Cyclostomatida.

## Soorten
- Anguisia jullieni Ostrovsky, 1998
- Anguisia jullieni Neviani, 1895
- Anguisia verrucosa Jullien, 1882